# Lysandra semibrunnea
Lysandra semibrunnea är en fjärilsart som beskrevs av Pierre Millière 1859. Lysandra semibrunnea ingår i släktet Lysandra och familjen juvelvingar. Inga underarter finns listade i Catalogue of Life.